# Peter John Ramos
Peter John Ramos Fuentes (Fajardo, 23 maggio 1985) è un ex cestista portoricano.
Alto 2,22 m per 134 kg di peso, giocava nel ruolo di centro.

## Carriera
È stato selezionato dai Washington Wizards al secondo giro del Draft NBA 2004 (32ª scelta assoluta).
Con Porto Rico ha disputato i Giochi olimpici di Atene 2004, due edizioni dei Campionati mondiali (2006, 2010) e tre dei Campionati americani (2005, 2007, 2009).